# Université de Limoges
Université de Limoges – francuski uniwersytet publiczny położony w mieście Limoges. Obecnie na uniwersytecie studiuje ponad 18 200 studentów wszystkich wydziałów oraz kierunków wspartych ponad 1500 osobową kadrą naukowo-administracyjną.
Uczelni została założona w 1968 roku w ramach oświaty wyższej która dokonała się we Francji pod koniec lat 60 XX wieku. Obecnym rektorem uczelni jest Jacques Fontanille. Kampusy uczelni są także usytuowane w okolicznych miastach którymi są m.in. Guéret, La Souterraine, Brive-la-Gaillarde, Égletons oraz Meymac.

## Wydziały
- Wydział Ekonomii
- Wydział Prawa
- Wydział Językoznawstwa
- Wydział Nauk Humanistycznych
- Wydział Nauk Technicznych